# 1284
Il 1284 (MCCLXXXIV in numeri romani) è un anno bisestile del XIII secolo.

## Eventi
- Marzo - Annessione inglese del Galles (Statuto di Rhuddlan).
- A Pisa viene nominato podestà e capitano del popolo il guelfo conte Ugolino della Gherardesca il quale stipula subito un accordo di pace con Firenze e Lucca.
- Maggio - Battaglia di Tavolara: Fu uno scontro navale, avvenuto al largo delle coste sarde, che vide confrontarsi le flotte delle due potenti repubbliche marinare di Genova e Pisa.
- 6 agosto - Alla battaglia della Meloria, decisiva vittoria genovese contro la flotta pisana. Conseguente perdita di potere per alcune importanti famiglie pisane.
- Viene fondato il Peterhouse, primo college dell'Università di Cambridge.
- Viene coniato il primo ducato d'oro, la moneta della repubblica di Venezia.
- A Iglesias, inizio della costruzione della Cattedrale di Santa Chiara  per volontà di Ugolino della Gherardesca.
- Finisce la monarchia a Castiglia di Alfonso X.

## Nati
- 8 febbraio - Edoardo di Savoia, conte († 1329)
- 25 aprile - Edoardo II d'Inghilterra, re britannico († 1327)
- 26 aprile - Alice de Toeni, nobile inglese
- 12 settembre - Abu Thabit 'Amir, sultano († 1308)
- Giovanni I d'Olanda, nobile olandese († 1299)
- Simone Martini, pittore e miniatore italiano († 1344)
- Rangjung Dorje, monaco buddhista tibetano († 1339)
- Rodolfo I di Sassonia-Wittenberg, nobile tedesco († 1356)
- Thomas Bruce, nobile scozzese († 1307)

## Morti
- 28 gennaio - Alessandro di Scozia, nobile scozzese (n. 1264)
- 24 marzo - Ugo III di Cipro, re (n. 1235)
- 4 aprile - Alfonso X di Castiglia, sovrano e poeta spagnolo (n. 1221)
- 6 aprile - Pietro I d'Alençon, nobile francese (n. 1251)
- 20 aprile - Hōjō Tokimune, militare giapponese (n. 1251)
- 9 agosto - Giacomo di Castiglia, principe (n. 1267)
- 10 agosto - Tekuder, sovrano mongolo
- 19 agosto - Alfonso Plantageneto, conte di Chester, conte inglese (n. 1273)
- Adelaide d'Olanda, contessa
- Irene Comneno Paleologa, nobile bizantina
- Enrico di Gheldria, vescovo cattolico olandese
- Walther von Klingen, poeta tedesco
- Nicolas de Lorgne, francese
- Fra Ristoro da Campi, architetto italiano
- Sigieri da Brabante, filosofo fiammingo
- Sturla Þórðarson, politico, condottiero e storico islandese (n. 1214)
- Michele Tarcaniota, nobile e generale bizantino
- Gentile I da Varano, condottiero e politico italiano

## Calendario
| Calendario 1284 | Calendario 1284 | Calendario 1284 | Calendario 1284 | Calendario 1284 | Calendario 1284 | Calendario 1284 | Calendario 1284 | Calendario 1284 | Calendario 1284 | Calendario 1284 | Calendario 1284 | Calendario 1284 | Calendario 1284 | Calendario 1284 | Calendario 1284 | Calendario 1284 | Calendario 1284 | Calendario 1284 | Calendario 1284 | Calendario 1284 | Calendario 1284 | Calendario 1284 | Calendario 1284 | Calendario 1284 | Calendario 1284 | Calendario 1284 | Calendario 1284 | Calendario 1284 | Calendario 1284 | Calendario 1284 | Calendario 1284 | Calendario 1284 |
| --------------- | --------------- | --------------- | --------------- | --------------- | --------------- | --------------- | --------------- | --------------- | --------------- | --------------- | --------------- | --------------- | --------------- | --------------- | --------------- | --------------- | --------------- | --------------- | --------------- | --------------- | --------------- | --------------- | --------------- | --------------- | --------------- | --------------- | --------------- | --------------- | --------------- | --------------- | --------------- | --------------- |
|                 | 1               | 2               | 3               | 4               | 5               | 6               | 7               | 8               | 9               | 10              | 11              | 12              | 13              | 14              | 15              | 16              | 17              | 18              | 19              | 20              | 21              | 22              | 23              | 24              | 25              | 26              | 27              | 28              | 29              | 30              | 31              |                 |
| Gennaio         | Sa              | Do              | Lu              | Ma              | Me              | Gi              | Ve              | Sa              | Do              | Lu              | Ma              | Me              | Gi              | Ve              | Sa              | Do              | Lu              | Ma              | Me              | Gi              | Ve              | Sa              | Do              | Lu              | Ma              | Me              | Gi              | Ve              | Sa              | Do              | Lu              |                 |
| Febbraio        | Ma              | Me              | Gi              | Ve              | Sa              | Do              | Lu              | Ma              | Me              | Gi              | Ve              | Sa              | Do              | Lu              | Ma              | Me              | Gi              | Ve              | Sa              | Do              | Lu              | Ma              | Me              | Gi              | Ve              | Sa              | Do              | Lu              | Ma              |                 |                 |                 |
| Marzo           | Me              | Gi              | Ve              | Sa              | Do              | Lu              | Ma              | Me              | Gi              | Ve              | Sa              | Do              | Lu              | Ma              | Me              | Gi              | Ve              | Sa              | Do              | Lu              | Ma              | Me              | Gi              | Ve              | Sa              | Do              | Lu              | Ma              | Me              | Gi              | Ve              |                 |
| Aprile          | Sa              | Do              | Lu              | Ma              | Me              | Gi              | Ve              | Sa              | Do              | Lu              | Ma              | Me              | Gi              | Ve              | Sa              | Do              | Lu              | Ma              | Me              | Gi              | Ve              | Sa              | Do              | Lu              | Ma              | Me              | Gi              | Ve              | Sa              | Do              |                 |                 |
| Maggio          | Lu              | Ma              | Me              | Gi              | Ve              | Sa              | Do              | Lu              | Ma              | Me              | Gi              | Ve              | Sa              | Do              | Lu              | Ma              | Me              | Gi              | Ve              | Sa              | Do              | Lu              | Ma              | Me              | Gi              | Ve              | Sa              | Do              | Lu              | Ma              | Me              |                 |
| Giugno          | Gi              | Ve              | Sa              | Do              | Lu              | Ma              | Me              | Gi              | Ve              | Sa              | Do              | Lu              | Ma              | Me              | Gi              | Ve              | Sa              | Do              | Lu              | Ma              | Me              | Gi              | Ve              | Sa              | Do              | Lu              | Ma              | Me              | Gi              | Ve              |                 |                 |
| Luglio          | Sa              | Do              | Lu              | Ma              | Me              | Gi              | Ve              | Sa              | Do              | Lu              | Ma              | Me              | Gi              | Ve              | Sa              | Do              | Lu              | Ma              | Me              | Gi              | Ve              | Sa              | Do              | Lu              | Ma              | Me              | Gi              | Ve              | Sa              | Do              | Lu              |                 |
| Agosto          | Ma              | Me              | Gi              | Ve              | Sa              | Do              | Lu              | Ma              | Me              | Gi              | Ve              | Sa              | Do              | Lu              | Ma              | Me              | Gi              | Ve              | Sa              | Do              | Lu              | Ma              | Me              | Gi              | Ve              | Sa              | Do              | Lu              | Ma              | Me              | Gi              |                 |
| Settembre       | Ve              | Sa              | Do              | Lu              | Ma              | Me              | Gi              | Ve              | Sa              | Do              | Lu              | Ma              | Me              | Gi              | Ve              | Sa              | Do              | Lu              | Ma              | Me              | Gi              | Ve              | Sa              | Do              | Lu              | Ma              | Me              | Gi              | Ve              | Sa              |                 |                 |
| Ottobre         | Do              | Lu              | Ma              | Me              | Gi              | Ve              | Sa              | Do              | Lu              | Ma              | Me              | Gi              | Ve              | Sa              | Do              | Lu              | Ma              | Me              | Gi              | Ve              | Sa              | Do              | Lu              | Ma              | Me              | Gi              | Ve              | Sa              | Do              | Lu              | Ma              |                 |
| Novembre        | Me              | Gi              | Ve              | Sa              | Do              | Lu              | Ma              | Me              | Gi              | Ve              | Sa              | Do              | Lu              | Ma              | Me              | Gi              | Ve              | Sa              | Do              | Lu              | Ma              | Me              | Gi              | Ve              | Sa              | Do              | Lu              | Ma              | Me              | Gi              |                 |                 |
| Dicembre        | Ve              | Sa              | Do              | Lu              | Ma              | Me              | Gi              | Ve              | Sa              | Do              | Lu              | Ma              | Me              | Gi              | Ve              | Sa              | Do              | Lu              | Ma              | Me              | Gi              | Ve              | Sa              | Do              | Lu              | Ma              | Me              | Gi              | Ve              | Sa              | Do              |                 |